# نور سرتر
نور سرتر (ترکی استانبولی: Nur Serter؛ زادهٔ ۱۰ نوامبر ۱۹۴۸) سیاستمدار و نویسنده اهل ترکیه است.
او در سال ۱۹۸۲، دانشیار و در سال ۱۹۸۸ استاد تمام شد.
 او در سالهای ۱۹۹۸–۲۰۰۴، معاون رئیس دانشگاه استانبول بود.